# Tadeusz Łopalewski

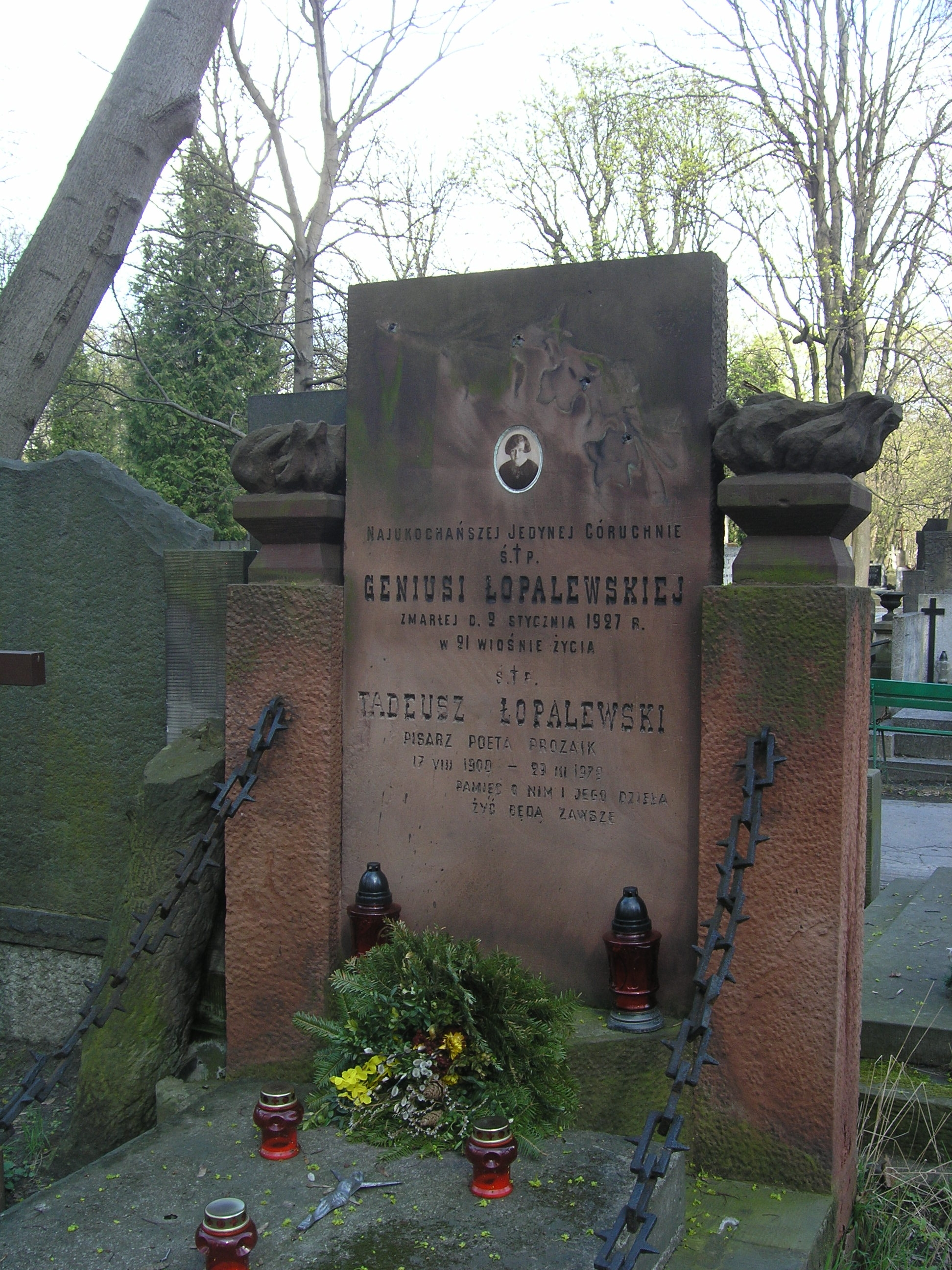
Grób Tadeusza Łopalewskiego na cmentarzu Powązkowskim w Warszawie

Tadeusz Łopalewski (ur. 17 sierpnia 1900 w Ostrowach k. Kutna, zm. 29 marca 1979 w Warszawie) – polski poeta, prozaik, dramatopisarz, tłumacz literatury rosyjskiej, reżyser słuchowisk radiowych.

## Życiorys
Syn Franciszka, ślusarza-mechanika, i Heleny z Brudnickich. Ukończył gimnazjum w Petersburgu, następnie studia na Wydziale Humanistycznym Wolnej Wszechnicy Polskiej w Warszawie. W 1917 r. zadebiutował jako poeta na łamach polskiej prasy w Petersburgu. W 1921 r. ogłosił tomik Gwiazdy tańczące. Od 1923 r. przebywał w Wilnie, gdzie podjął pracę w prasie, teatrze i radiu. W latach 1935–1937 zajmował się redakcją kwartalnika Środy Literackie. Przed wojną był kierownikiem literackiego Teatru Miejskiego w Wilnie, a także kierownikiem programowym rozgłośni wileńskiej. Natomiast w latach 1945–1949 pracował w radiu w Łodzi i Warszawie. Był autorem sztuk teatralnych: Aurelciu, nie rób tego!, Rycerz z La Manczy, Romans z ojczyzną.
W 1933 r. otrzymał wraz z Czesławem Miłoszem nagrodę literacką im. Filomatów (przyznawaną przez Zw. Zaw. Literatów Polskich im. Filomatów w Wilnie) za przekład bylin rosyjskich, a w roku 1963 nagrodę II stopnia Ministra Kultury i Sztuki za powieść Kaduk, czyli wielka niemoc.
Zmarł w Warszawie. Pochowany na cmentarzu Powązkowskim (kwatera 212-2-23).

## Odznaczenia
- Złoty Krzyż Zasługi (11 listopada 1936)[6]
- Srebrny Wawrzyn Akademicki (7 listopada 1936)[7]

## Dzieła
- Gwiazdy tańczące (1921)
- Podwójny cień (1927)
- Betleem Ostrobramskie (1928)
- Rozmowa w drodze (1929)
- Kabała (1936)
- Romans z ojczyzną (1948)
- Obok zagłady (1948)
- Kroniki polskie (1952)
- Bezdomne gminy (1954)
- W domu niewoli (1955)
- Wolni strzelcy (1956)
- Serce i broń (1955)
- Namiestnik narodu (1955)
- Niebezpieczne igrzyska (1956)
- Historie potępionych (1957)
- Strachy na Lachy (1957)
- Prowincjusze (1957)
- Przesławna peregrynacja Tomasza Wolskiego (1959)
- Mój iluzjon (1960)
- Fryderyk (1962)
- Kaduk, czyli wielka niemoc (1962)
- Krasicki książę poetów (1963)
- Tylko ludzie (1964)
- Krótkie życie Mochnackiego (1964)
- Brzemię pustego morza (1965)
- Świat Marii Danuty (1966)
- Czasy dobre i złe (1966)
- Berło i desperacja (1969)
- Znajomi z widzenia (1971)
- Zatańczmy karmaniolę (1973)
- Ostatni z pierwszych (1976)